# Sorgues
Sorgues è un comune francese di 18 211 abitanti situato nel dipartimento della Vaucluse della regione della Provenza-Alpi-Costa Azzurra.
Il territorio comunale fa parte dei territori ammessi per la coltivazione dei vitigni dal disciplinare AOC del famoso vino francese  Châteauneuf-du-pape.

## Società

### Evoluzione demografica
Abitanti censiti